# Hameur Bouazza
Hameur Bouazza (arabisch عامر بوعزة; * 22. Februar 1985 in Évry, Frankreich) ist ein ehemaliger algerischer Fußballspieler. Er besitzt neben der algerischen auch die französische Staatsbürgerschaft.

## Karriere

### Verein
Der algerische Flügelspieler wechselte 2002 aus Frankreich in die Jugendabteilung des FC Watford, bei dem er in der Saison 2003/04 schließlich auch als Profi debütierte. Am Ende dieser Saison stieg Watford von der dritten in die zweite englische Liga auf. Bouazza fungierte hauptsächlich als Joker, erzielte jedoch kaum Tore. Im Oktober 2005 wechselte er auf Leihbasis zum Drittligisten Swindon Town, die in dieser Saison in die Viertklassigkeit absteigen sollten.
Zurück in Watford wurde er in der Saison 2006/07 mit nur sieben Toren bester Torschütze seines Teams. Damit konnte auch Bouazza den letzten Tabellenplatz und den damit verbundenen Abstieg des FC Watford nicht verhindern. Daraufhin wechselte er im August 2007 für sechs Millionen Euro zum FC Fulham, die dem Abstieg in der Vorsaison noch knapp entronnen waren, und unterschrieb dort einen Vertrag bis 2011. In Abhängigkeit von Fulhams Abschneiden in der Liga und der Anzahl von Bouazzas Einsätzen, konnten bis zu 1,5 Millionen weitere Euro fällig werden. Am 18. August 2009 wechselte Bouazza zum türkischen Erstligisten Sivasspor. Er absolvierte allerdings lediglich eine Partie und kündigte wenige Tage darauf prompt seine Vertragsauflösung an. Kurz darauf nahm ihm der FC Blackpool unter Vertrag.
Am 19. April 2011 wechselte er zum englischen Zweitligisten FC Millwall und unterzeichnete einen Vertrag bis 2013.
Nach nur einer Saison wurde bekannt, dass Bouazza den Verein bereits wieder verlassen werde. Bald darauf unterzeichnete er am 23. Juni 2012 einen Vertrag beim zyprischen Verein Omonia Nikosia. Dort absolvierte er kein einziges Ligaspiel und wechselte schließlich im Sommer 2012 zu Racing Santander. Ein Jahr später ging er dann zu ES Sahel nah Tunesien. Dann spielte er noch kurzzeitig beim FC Tours und FC Fleury in Frankreich und beendete dort im Sommer 2018 seine aktive Karriere.

### Nationalmannschaft
Im Oktober 2006 hatte der algerische Fußballbund erstmals Kontakt mit Bouazza aufgenommen und ihm angeboten, für die algerische Fußballnationalmannschaft zu spielen. Doch in Hoffnung für das französische Nationalteam berufen zu werden, lehnte er zunächst ab. Im Februar 2007 erhielt er ein neuerliches Angebot der Algerier, welches er diesmal akzeptierte. Noch im selben Monat debütierte er beim Spiel gegen Libyen.